# Сабаа Тахір
Сабаа Тахір (англ. Sabaa Tahir, нар. 7 листопада 1983, Лондон, Велика Британія) — американська письменниця пакистанського походження. Насамперед відома як авторка фентезійних підліткових романів «Жарина у попелі» (2015) та «Смолоскип проти ночі» (2016). На квітень 2018 року заплановано вихід третього роману-сиквелу — «Жнець при воротях».

## Біографія
Сабаа Тахір народилася в Лондоні, але своє дитинство провела у пустелі Мохаве (Каліфорнія), де її батьки — емігранти з Пакистану — керували невеличким мотелем. Через відсутність кабельного телебачення, Сабаа оточила себе книгами. Навчалася у Каліфорнійському університеті у Лос-Анджелесі та проходила практику в газеті «Вашингтон Пост», де після закінчення університету працювала редакторкою. Нині живе на території затоки Сан-Франциско.
28 квітня 2015 року світ побачив перший роман письменниці — «Жарина у попелі». Події книги відбуваються у стародавньому фентезійному світі, у якому дівчина-підліток на ім'я Лая намагається врятувати свого брата Елаяса, якого тиранічний режим запроторив до в'язниці та відтак став на стежку кровопролитних битв. Роман займав другу позицію у списку бестселерів за версією газети «Нью-Йорк Таймз». Права на екранізацію книги викупила кінокомпанія «Paramount Pictures». У серпні 2016 року вийшов другий роман-сиквел «Смолоскип проти ночі», а на квітень 2018 року запланована публікація третьої частини — «Жнець при воротях».

## Твори
- An Ember in the Ashes (2015) — «Жарина у попелі»;
- A Torch Against the Night (2016) — «Смолоскип проти ночі»;
- A Reaper at the Gates (2018) — «Жнець при воротях».